# قنال+
قنال+ (تنطق قنال بلس) (بالإسبانية: Canal+)‏ هي قناة بث تلفزيونية إسبانية مشفرة DTS ، يتم إدارتها من قبل شركة تلفزيون ديجيتال S.A ، والتي كانت تعرف من قبل بـ«ديجيتال +»

تبث القناة عبر أسترا 19.2 شرقا) و هيسبا سات (30° غرباً).

## روابط خارجية
- الموقع الرسمي (بالإسبانية)